# Thüringer Landespokal 2009/10
Der Thüringer Landespokal 2009/10 war die 20. Austragung des Fußballwettbewerbs auf Verbandsebene im Thüringer Fußball-Verband (TFV). Pokalsieger wurde erstmals der ZFC Meuselwitz, der sich im Finale am 16. Mai 2010 im Sportpark „Warte“ in Pößneck mit 2:0 gegen den VfB 09 Pößneck durchsetzte. Durch den Pokalsieg qualifizierte sich der ZFC Meuselwitz für die 1. Hauptrunde des DFB-Pokals 2010/11.

## Qualifikation und Spielmodus
Für den Thüringer Landespokal sind automatisch alle Drittliga-, Regionalliga-, Oberliga-, Thüringenliga- und Landesklassevereine Thüringens qualifiziert. Außerdem qualifizieren sich die neun Kreispokalsieger. Seit der Saison 2007/08 darf jedoch pro Verein nur noch eine Mannschaft teilnehmen.
Er wird in sechs Runden, zuzüglich einer Qualifikationsrunde, im K.-o.-System ausgetragen. Die jeweiligen Paarungen werden im Losverfahren ermittelt. Der unterklassige Verein hat (mit Ausnahme des Finals) immer Heimrecht, bei Klassengleichheit der Erstgezogene. Jede Mannschaft hat pro Runde nur ein Spiel, welches bei einem Unentschieden nach 90 Minuten verlängert und ggf. im Elfmeterschießen entschieden wird. Die Drittligisten sowie einige ausgeloste Mannschaften haben in der ersten Runde des Wettbewerbes ein Freilos.

## Vorrunde
Die Vorrunde des Thüringer Landespokals 2009/10 fand am 25. und 31. Juli sowie am 1. und 2. August 2009 statt.
| Datum                      |                                   | Ergebnis  |                             |
| -------------------------- | --------------------------------- | --------- | --------------------------- |
| 25. Juli 2009, 14:30 Uhr   | VfL Meiningen 04                  | 2:5       | VfB 09 Pößneck              |
| 31. Juli 2009, 18:00 Uhr   | FSV Martinroda                    | 0:3       | SV 09 Arnstadt              |
| 01. August 2009, 14:30 Uhr | VfL 06 Saalfeld                   | 0:3       | Kraftsdorfer SV 03          |
| 01. August 2009, 14:30 Uhr | FSV 06 Ohratal                    | 2:0       | SV Normania Treffurt        |
| 01. August 2009, 14:30 Uhr | ESV Lokomotive Eisenach           | 4:3       | FC Einheit Rudolstadt       |
| 01. August 2009, 14:30 Uhr | FSV Schmalkalden 04               | 0:5       | FSV Wacker 03 Gotha         |
| 01. August 2009, 14:30 Uhr | Union Mühlhausen                  | 7:0       | ESV Lokomotive Erfurt       |
| 01. August 2009, 14:30 Uhr | SG Glücksbrunn Schweina           | 0:1 n. V. | SV Germania Ilmenau         |
| 01. August 2009, 14:30 Uhr | SV Blau-Weiß 90 Neustadt (Orla)   | 7:1       | FC Thüringen Weida          |
| 01. August 2009, 14:30 Uhr | SV Blau-Weiß Niederpöllnitz       | 1:0       | TSV Bad Blankenburg         |
| 01. August 2009, 14:30 Uhr | FSV Grün-Weiß Stadtroda           | 7:5 n. E. | SV Schmölln 1913            |
| 01. August 2009, 14:30 Uhr | SpG Geraberg                      | 3:2       | 1. FC Sonneberg             |
| 01. August 2009, 14:30 Uhr | SG Traktor Teichel                | 3:0       | SV Motor Altenburg          |
| 01. August 2009, 14:30 Uhr | SpG Buttstädt                     | 1:3 n. V. | 1. FC Gera 03               |
| 01. August 2009, 14:30 Uhr | BSG Wismut Gera                   | 5:1       | SV Stahl Unterwellenborn    |
| 02. August 2009, 14:00 Uhr | SV Isolator Neuhaus-Schierschnitz | 2:3 n. V. | RSV Kaltennordheim          |
| 02. August 2009, 14:00 Uhr | SG FC Blau-Weiß Dachwig/Döllstädt | 1:2       | BSV Eintracht Sondershausen |
| 02. August 2009, 14:00 Uhr | SV Grün-Weiß Siemerode            | 4:2       | SC Leinefelde 1912          |
| 02. August 2009, 14:00 Uhr | FSV Hildburghausen                | 0:1       | SV Borsch 1925              |
| 02. August 2009, 14:00 Uhr | SpG VfB Lengenfeld                | 2:3       | Wacker Nordhausen           |
| 02. August 2009, 14:00 Uhr | FSV Preußen Bad Langensalza       | 0:1       | SpG Schlotheim              |
| 02. August 2009, 14:00 Uhr | SpG Bischleben                    | 1:3       | SV SCHOTT Jena              |
| 02. August 2009, 14:00 Uhr | SV Eintracht Eisenberg            | 1:7       | ZFC Meuselwitz              |
| -                          | Freilos                           | -:-       | FC Gebesee 1921             |
| -                          | Freilos                           | -:-       | 1. Suhler SV 06             |
| -                          | Freilos                           | -:-       | SpG Daßlitz                 |
| -                          | Freilos                           | -:-       | SV EK Veilsdorf             |
| -                          | Freilos                           | -:-       | Motor Zeulenroda            |
| -                          | Freilos                           | -:-       | 1. SC 1911 Heiligenstadt    |
| -                          | Freilos                           | -:-       | SC 1903 Weimar              |
| -                          | Freilos                           | -:-       | FC Carl Zeiss Jena          |
| -                          | Freilos                           | -:-       | FC Rot-Weiß Erfurt          |

## 2. Runde
Die 2. Runde des Thüringer Landespokals 2009/10 fand vom 5.,6., 8. und 16. September, sowie am 11. Oktober 2009 statt.
| Datum                         |                                 | Ergebnis  |                             |
| ----------------------------- | ------------------------------- | --------- | --------------------------- |
| 05. September 2009, 12:30 Uhr | Union Mühlhausen                | 3:1       | RSV Fortuna Kaltennordheim  |
| 05. September 2009, 14:30 Uhr | SpG Daßlitz                     | 1:2       | SpG Geraberg                |
| 05. September 2009, 14:30 Uhr | 1. Suhler SV 06                 | 1:3       | SV Grün-Weiß Siemerode      |
| 05. September 2009, 14:30 Uhr | ESV Lokomotive Eisenach         | 2:3 n. V. | Motor Zeulenroda            |
| 05. September 2009, 14:30 Uhr | SV EK Veilsdorf                 | 0:4       | VfB 09 Pößneck              |
| 05. September 2009, 14:30 Uhr | Kraftsdorfer SV 03              | 0:2       | 1. FC Gera 03               |
| 05. September 2009, 14:30 Uhr | SV Blau-Weiß 90 Neustadt (Orla) | 2:1       | SV Germania Ilmenau         |
| 05. September 2009, 14:30 Uhr | FSV Grün-Weiß Stadtroda         | 1:2 n. V. | SV 09 Arnstadt              |
| 05. September 2009, 14:30 Uhr | SpG Schlotheim                  | 1:7       | SV SCHOTT Jena              |
| 05. September 2009, 14:30 Uhr | FSV Wacker Gotha                | 3:0       | SV Borsch 1925              |
| 05. September 2009, 15:00 Uhr | SG Traktor Teichel              | 5:7 n. E. | BSV Eintracht Sondershausen |
| 06. September 2009, 14:00 Uhr | FSV 06 Ohratal                  | 0:4       | SC 1903 Weimar              |
| 06. September 2009, 14:00 Uhr | SV Blau-Weiß Niederpöllnitz     | 1:3       | BSG Wismut Gera             |
| 08. September 2009, 18:00 Uhr | FC Gebesee 1921                 | 1:2       | ZFC Meuselwitz              |
| 16. September 2009, 17:00 Uhr | 1. SC 1911 Heiligenstadt        | 0:1       | FC Carl Zeiss Jena          |
| 11. Oktober 2009, 13:30 Uhr   | Wacker Nordhausen               | 0:6       | FC Rot-Weiß Erfurt          |

## Achtelfinale
Das Achtelfinale des Thüringer Landespokals 2009/10 fand am 10. Oktober und 14. November 2009 statt.
| Datum                        |                                 | Ergebnis   |                    |
| ---------------------------- | ------------------------------- | ---------- | ------------------ |
| 10. Oktober 2009, 14:00 Uhr  | SV Blau-Weiß 90 Neustadt (Orla) | 3:1        | Motor Zeulenroda   |
| 10. Oktober 2009, 14:00 Uhr  | BSG Wismut Gera                 | 2:1 n. V.  | SC 1903 Weimar     |
| 10. Oktober 2009, 15:00 Uhr  | ZFC Meuselwitz                  | 2:1        | FC Carl Zeiss Jena |
| 11. Oktober 2009, 13:30 Uhr  | SV Grün-Weiß Siemerode          | 2:3        | SV SCHOTT Jena     |
| 11. Oktober 2009, 13:30 Uhr  | Union Mühlhausen                | 0:3        | SV 09 Arnstadt     |
| 11. Oktober 2009, 13:30 Uhr  | SpG Geraberg                    | 1:2 n. V.  | FSV Wacker Gotha   |
| 11. Oktober 2009, 13:30 Uhr  | 1. FC Gera 03                   | 9:10 n. E. | VfB 09 Pößneck     |
| 14. November 2009, 13:00 Uhr | BSV Eintracht Sondershausen     | 0:5        | FC Rot-Weiß Erfurt |

## Viertelfinale
Die Partien des Viertelfinals fanden am 14. November 2009 und 5. April 2010 statt.
| Datum                        |                                 | Ergebnis  |                    |
| ---------------------------- | ------------------------------- | --------- | ------------------ |
| 14. November 2009, 13:00 Uhr | SV Blau-Weiß 90 Neustadt (Orla) | 1:3       | SV 09 Arnstadt     |
| 14. November 2009, 13:00 Uhr | FSV Wacker Gotha                | 1:2 n. V. | VfB 09 Pößneck     |
| 14. November 2009, 13:00 Uhr | SV SCHOTT Jena                  | 0:3 n. V. | ZFC Meuselwitz     |
| 05. April 2010, 14:00 Uhr    | BSG Wismut Gera                 | 0:4       | FC Rot-Weiß Erfurt |

## Halbfinale
Die Partien des Halbfinales fanden am 5. April und 21. April 2010 statt.
| Datum                     |                | Ergebnis  |                    |
| ------------------------- | -------------- | --------- | ------------------ |
| 05. April 2010, 14:00 Uhr | SV 09 Arnstadt | 0:2       | ZFC Meuselwitz     |
| 21. April 2010, 17:30 Uhr | VfB 09 Pößneck | 2:1 n. V. | FC Rot-Weiß Erfurt |

## Finale
Das Finale des Thüringer Landespokals fand am 16. Mai 2010 im Sportpark „Warte“ in Pößneck statt.
| VfB 09 Pößneck                                               | VfB 09 Pößneck | ZFC Meuselwitz | ZFC Meuselwitz |
| ------------------------------------------------------------ | --- | --- | -------------- |
| VfB 09 Pößneck                                               | \| 16. Mai 2010 um 14:00 in Pößneck (Sportpark „Warte“ Pößneck) \| \| Ergebnis: 0:2 (0:1) \| \| Zuschauer: 1.412 \| \| Schiedsrichter: Andreas Kasenow (Gera) \|            | \| 16. Mai 2010 um 14:00 in Pößneck (Sportpark „Warte“ Pößneck) \| \| Ergebnis: 0:2 (0:1) \| \| Zuschauer: 1.412 \| \| Schiedsrichter: Andreas Kasenow (Gera) \| | ZFC Meuselwitz |
| VfB 09 Pößneck                                               | Jovanovic – Bronec, Hujdurovic, Reich, Nunes (de Oliveira 60.), Horger, Ferreira (Tröger 74.), Spanier, Horn (Baez Ayala 82.), Heimlich, Staskewitsch Cheftrainer: Uli Göhr | Dix – Baum, Müller, Kotowski, Weiner (Luck 88.), Pikl, Gasch (Blankenburg 82.), Riese, Oswald, Ferl, Bocek (Rudolph 76.) Cheftrainer: Damian Halata              | ZFC Meuselwitz |
| VfB 09 Pößneck                                               | 0:1 Oswald (19.) 0:2 Oswald (56.) | | ZFC Meuselwitz |
| 16. Mai 2010 um 14:00 in Pößneck (Sportpark „Warte“ Pößneck) | | |                |
| Ergebnis: 0:2 (0:1)                                          | | |                |
| Zuschauer: 1.412                                             | | |                |
| Schiedsrichter: Andreas Kasenow (Gera)                       | | |                |